# 블루 워터 하이
《블루 워터 하이》(영어: Blue Water High)는 2005년부터 2008년까지 방영된 오스트레일리아의 TV 드라마이다.